# 에스큐 (래퍼)
에스큐는 대한민국의 래퍼다. 2014년 비글 싱글 앨범 [Middle Finger]로 정식 데뷔했다.

## 방송
- 쇼미더머니2 (2013) - Top25

## 피처링
- 레이디스 - 줘요 (2013)